# Zwergbinsenralle
Die Zwergbinsenralle (Heliornis fulica), auch Zwergbinsenhuhn genannt, ist ein 26 bis 33 Zentimeter großer Vertreter aus der Familie der Binsenrallen. Das Gewicht der Einzeltiere beträgt zwischen 125 und 150 Gramm.

## Aussehen
Die schlanken Vögel haben ein olivbraunes bis dunkelgraues Rückengefieder. Der Schwanz ist dunkelgrau, die Schwanzspitzen sind schwarz und am Ende weiß gefärbt. Die Brust ist hellbraun, der Bauch ist weiß. Die Beine sind hellbraun und mit 3 dicken schwarzen Punkten an der Oberseite versehen. Die Krallen sind schwarz. Der Hals ist schwarz und in der Mitte mit einem dicken länglichen, weißen Streifen versehen. Der Kopf ist an der Stirn ebenfalls schwarz und an den Seiten ist ein dünner, länglicher weißer Streifen vorhanden. Der Bereich unter dem Auge ist hellbraun. Der Schnabel ist rot und die Schnabelspitze ist schwarz gefärbt. Männchen und Weibchen unterscheiden sich nur sehr minimal in der Gefiederfarbe voneinander. Die Männchen sind etwas größer und schwerer als die Weibchen. Zwischen den gelben Zehen sind Schwimmhäute vorhanden.

## Verbreitung und Lebensraum

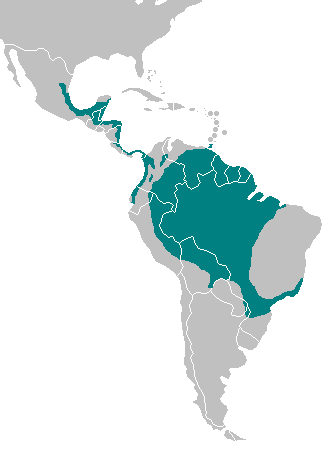
Verbreitungsgebiet (grün) der Zwergbinsenralles

Die Zwergbinsenralle ist in Südmexiko, ganz Mittelamerika sowie Bolivien und Argentinien vertreten. Sie kommt an stehenden oder langsam fließenden Gewässern wie Waldbächen, überwachsenen Uferrändern von Fließgewässern und Lagunen vor.

## Lebensweise
Sie ernährt sich von Insekten, anderen Wirbellosen und deren Larven sowie von Amphibien und Fischen, die sie tauchend erbeutet. Daneben frisst sie auch Pflanzensamen und andere Kleintiere. Obwohl sie gut fliegen kann, flüchtet sie bei Gefahr lieber in das dichte Unterholz, um sich zu verstecken. Diese Vögel sind ganzjährig standorttreu. Die Zwergbinsenralle ist tagaktiv und verbringt die Nacht in ihrem Baumnest. Sie sind meist sehr schweigsam und stoßen nur bei der Balz oder zur Revierverteidigung bellende, grunzende oder blubbernde Laute aus.

## Fortpflanzung
In das Nest, das in einem über dem Wasser ragenden Baum oder Strauch angelegt wird, legt das Weibchen 2–4 Eier. Nach 11-tägiger Brutzeit schlüpfen die nackten, blinden Jungen. Sie werden danach vom Männchen aus dem Nest entfernt und in Hauttaschen der Achselhöhle unter den Flügeln sowohl beim Schwimmen als auch beim Fliegen transportiert.

## Etymologie und Forschungsgeschichte

Tafel von François-Nicolas Martinet zu Buffons Beschreibung

Die Erstbeschreibung der Zwergbinsenralle erfolgte 1783 durch Pieter Boddaert unter dem wissenschaftlichen Namen Colymbus fulica. Als Verbreitungsgebiet nannte er Cayenne basierend auf Le Grèbe-Foulque von Georges-Louis Leclerc de Buffon. 1791 führte Pierre Joseph Bonnaterre die neue Gattung Heliornis für die Zwergbinsenralle ein. Dieser Begriff ist ein Wortgebilde aus ἡλιος hēlios, deutsch ‚Sonne‘ und ορνις, ορνιθος ornis, ornithos, deutsch ‚Vogel‘. Der Artname fulica hat seinen Ursprung in lateinisch fulica, fuliga, fulix, fulicis ‚Wasserhuhn‘. Alfred Laubmann hatte für sein Werk Die Vögel von Paraguay keinen Balg zur Verfügung. In der Literatur sah er in Macá del dedales von Félix de Azara und am Oberlauf des Río Paraná durch Arnaldo de Winkelried Bertoni Nachweise für das Land.

## Gefährdung und Schutzmaßnahmen
Da diese Art noch relativ häufig vorkommt und keine Gefährdungen bekannt sind, wird sie von der IUCN als (Least Concern) nicht gefährdet eingestuft.